# 中国科学院上海免疫与感染研究所
中国科学院上海免疫与感染研究所（英語：Shanghai Institute of Immunity and Infection, Chinese Academy of Sciences），位于上海市徐汇区，是中国科学院直属事业单位，前身为2004年10月11日成立的中国科学院上海巴斯德研究所（英語：Institut Pasteur of Shanghai, Chinese Academy of Sciences）。研究所致力于重大传染病研究，2005年7月开始运行，2007年7月23日获中央机构编制委员会办公室批复，2020年1月2日，中国科学院党组将上海巴斯德所正式纳入直属事业单位管理序列。2023年3月8日，巴斯德研究所宣布将中断与中国科学院的合作关系，撤出在上海巴斯德研究所的领导工作。2023年7月26日，上海巴斯德研究所更名为中国科学院上海免疫与感染研究所，相关人员表示改名对研究进展影响不大。

## 历史

### 巴斯德所时期
2004年中国科学院与法国巴斯德研究所签署合作共建上海巴斯德所,同年10月11日中国科学院上海巴斯德研究所揭牌成立，时任法国总统希拉克在上海出席了揭牌仪式。
2005年7月开始运行，23日获中央机构编制委员会办公室批复。
2020年1月2日，中国科学院党组将上海巴斯德所正式纳入直属事业单位管理序列。
2022年12月，巴斯德研究所决定改与中国科学院的伙伴关系。
2023年3月8日，巴斯德研究所宣布将中断与中国科学院的合作关系，撤出在上海巴斯德研究所的领导工作。

### 免疫感染所时期
2023年7月26日，上海巴斯德研究所更名为中国科学院上海免疫与感染研究所。研究所设有中国科学院分子病毒与免疫重点实验室，微生物、发育与健康研究中心等学术单元。截至2023年6月30日，有研究组29个，设有生物学博士后流动站1个，设有生物学、基础医学2个专业一级学科博士和硕士研究生培养点。 研究所在职职工140人，博士后22人。其中正高级专业技术岗位29人、副高级专业技术岗位20人；在学研究生263人，其中国科学院大学学籍173人（博士95人、硕士57人、留学生21人），联培生60人。
2023年7月31日，中国科学院上海免疫与感染研究所生物医学创新高峰论坛举行，邀请2005年诺贝尔生理学或医学奖获得者、澳大利亚西澳大学教授巴里·马歇尔（英語：Barry James Marshall）等5位资深专家学者主题报告。

## 研究机构
- 中国科学院分子病毒与免疫重点实验室
- 微生物、发育与健康研究中心

## 研究方向
- 重要病原与宿主互作的机理及应对策略
- 重要病原发现、溯源及传播机制
- 传染病防治技术创新与产品研发
- 传染病与人体微生物组